# W rękach Boga
W rękach Boga (ang. Something the Lord Made) – amerykański film biograficzny z 2004 roku w reżyserii Josepha Sargenta. Obraz został wyprodukowany przez HBO. Scenariusz został oparty na artykule "Like Something The Lord Made" autorstwa Katie McCabe.

## Opis fabuły
Film opowiada historię doktora Alfreda Blalocka, profesora uniwersytetu Vanderbilt w Nashville. Blalock zaczyna współpracę z Vivienem Thomasem, czarnoskórym pasjonatem medycyny, który dotychczas pracował w jego gabinecie jako sprzątacz. Razem wykonują na psach doświadczenia w zakresie kardiochirurgii. Jako pierwsi przeprowadzają zabieg zespolenia tętnicy podobojczykowej z tętnicą płucną u pacjenta z tetralogią Fallota. Operacja małej dziewczynki cierpiącej na to schorzenie okazuje się olbrzymim sukcesem. Blalock zdobywa sławę i zbiera laury, zaś Thomas pozostaje w cieniu.

## Obsada
- Alan Rickman – Alfred Blalock
- Mos Def – Vivien Thomas
- Kyra Sedgwick – Mary Balock
- Gabrielle Union – Clara Thomas
- Merritt Wever – pani Saxon
- Clayton LeBouef – Harold Thomas
- Charles S. Dutton – William Thomas
- Mary Stuart Masterson – Helen B. Taussig

## Nagrody
Lista najważniejszych nagród i nominacji przyznanych filmowi:
- 62. ceremonia wręczenia Złotych Globów
  - Najlepszy miniserial lub film telewizyjny (nominacja)
  - Najlepszy aktor w miniserialu lub filmie telewizyjnym: Mos Def (nominacja)

- 56. ceremonia wręczenia Emmy
  - Najlepszy film telewizyjny
  - Najlepsze zdjęcia w miniserialu lub filmie telewizyjnym: Donald M. Morgan
  - Najlepszy montaż miniserialu lub filmu telewizyjnego kręconego przy użyciu jednej kamery: Michael Brown
  - Najlepszy aktor w miniserialu lub filmie telewizyjnym: Alan Rickman (nominacja)
  - Najlepszy aktor w miniserialu lub filmie telewizyjnym: Mos Def (nominacja)
  - Najlepsza reżyseria miniserialu, filmu telewizyjnego lub dramatycznego programu specjalnego: Joseph Sargent (nominacja)
  - Najlepszy dobór obsady miniserialu lub filmu telewizyjnego (nominacja)
  - Najlepszy dźwięk w miniserialu lub filmie telewizyjnym: Adam Jenkins, Bruce Litecky, Rick Ash (nominacja)
  - Najlepszy scenariusz miniserialu, filmu telewizyjnego lub dramatycznego programu specjalnego: Peter Silverman, Robert Caswell (nominacja)

- 10. ceremonia wręczenia Satelitów
  - Najlepszy film telewizyjny (nominacja)
  - Najlepszy aktor w miniserialu lub filmie telewizyjnym: Alan Rickman (nominacja)
  - Najlepszy aktor w miniserialu lub filmie telewizyjnym: Mos Def (nominacja)
  - Najlepsza aktorka drugoplanowa w serialu, miniserialu lub filmie telewizyjnym: Mary Stuart Masterson (nominacja)